# Zingsheim
Zingsheim in der Eifel ist ein Ortsteil der Gemeinde Nettersheim im nordrhein-westfälischen Kreis Euskirchen und Sitz der Gemeindeverwaltung: Im Dorf befinden sich das Rathaus und der Bauhof der Gemeinde. Zingsheim hat 871 Einwohner.

## Geographie

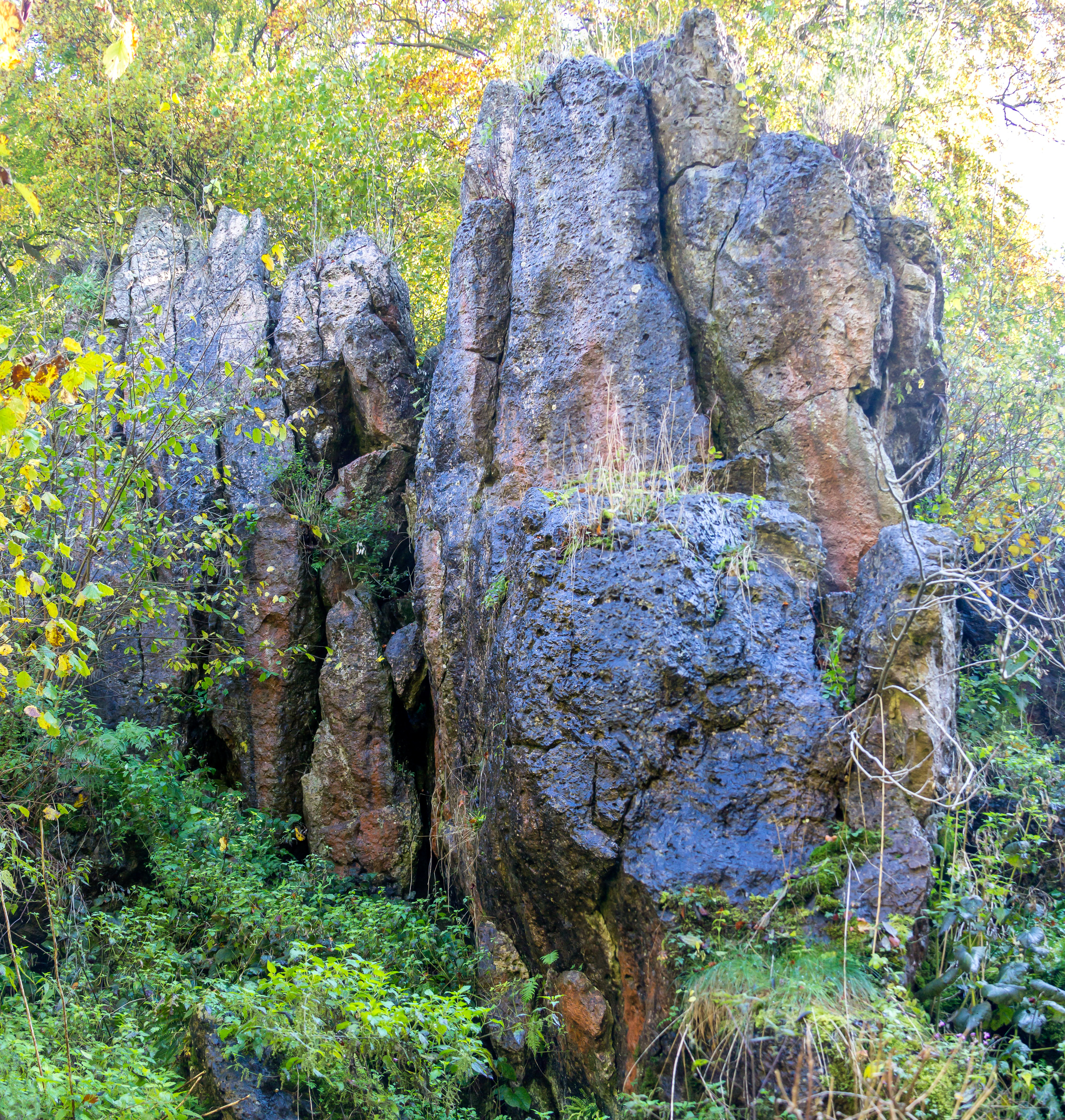
Felsformation Rummerschlegel

### Lage
Zingsheim liegt in der Nordeifel im deutsch-belgischen Naturpark Hohes Venn-Eifel, rund 2,7 km (Luftlinie) nordöstlich von Nettersheim.
Östlich des Dorfs liegt der Zingsheimer Wald und südlich erhebt sich Der Mürel (577,7 m). Am Rande der Ortschaft entspringt der zum Einzugsgebiet des Eschweiler Bachs gehörende Kolvenbach.

### Geologie
Der Nordwesten der Gemarkung ist Teil der Sötenicher Kalkmulde. Hier befindet sich die geologisch interessante aus Dolomitgestein bestehende Felsgruppe Rummerschlegel.

## Geschichte

### Geschichte des Ortes

#### Vorgeschichte
Wahrscheinlich jagten in der Steinzeit bei der in der Gemarkung Zingsheim gelegenen Felsformation Rummerschlegel Jäger der Ahrensburger Kultur, die auch von den 4 km entfernten Kartsteinhöhlen, an denen sie sich kurzfristig aufhielten, aus operierten. Sie machten Jagd auf Rentiere, die vermutlich auf ihren jährlichen Wanderungen in der Nähe der Kartsteinhöhle und dann an Rummerschlegel vorbeizogen. In Rummerschlegel wurde von Löhr 1972 ein Mikrolith und Knochenreste entdeckt, was die steinzeitliche Anwesenheit der Jäger nahelegt.
Aus der älteren Eisenzeit (ca. 750–450 v. Chr.) stammen die ältesten gesicherten Besiedlungsspuren in der Gemarkung Zingsheim. So befinden sich am nordwestlichen Rand der Gemarkung über 60 Grabhügel aus dieser Zeit.

#### Römische Zeit

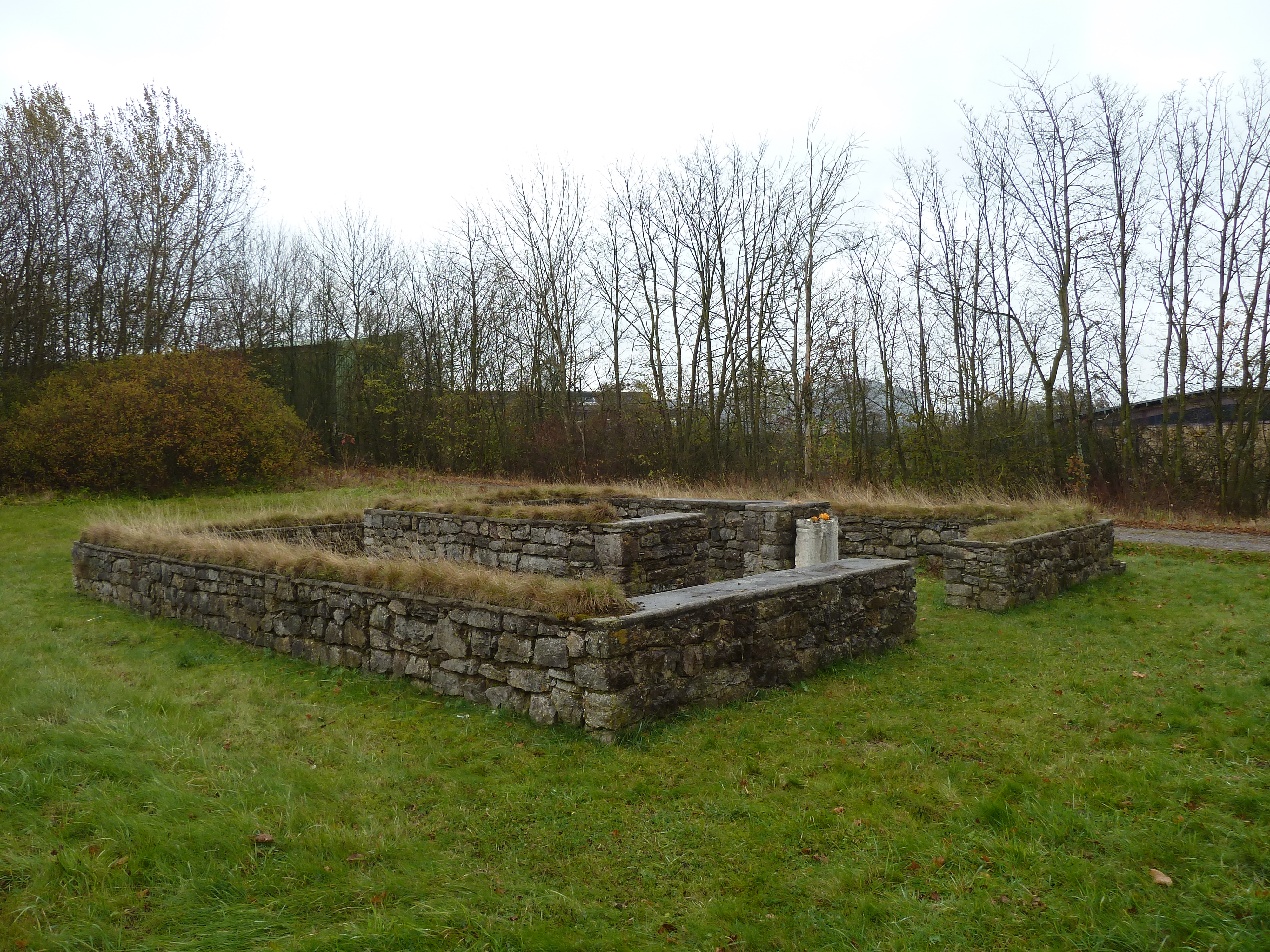
Gallo-römischer Umgangstempel in der Flur „Vor Hirschberg“

In römischer Zeit wurde die Nordeifel Teil der römischen Provinz Germania Inferior. Aus dieser Zeit stammt das 1963 archäologisch untersuchte Matronenheiligtum in der Flur „Vor Hirschberg“ (50°30'9" N; 6°39'7" O), ein gallo-römischer Umgangstempel, der wohl den Matronae Fachinehae geweiht war und der den Funden nach in der Zeit vom 2. bis ins 4. Jahrhundert n. Chr. genutzt wurde. Seine rekonstruierten Grundmauern können heute besichtigt werden. Der Tempel ist nur ein Teil eines noch nicht komplett erforschten Heiligtums.
Schon der Mechernicher Bergbeamte C. A. Eick erwähnt in seinem Buch von 1867 über die Eifelwasserleitung fünf 1845 westlich des Ortes gefundene Steine mit Inschriften, die wahrscheinlich Matronensteine waren. Erste Berichte von Funden von Matronensteinen an die Matronae Fachinehae gibt es aus dem Jahr 1895: Auf dem fränkischen Gräberfeld „am Maulbeerbäumchen“ (Bereich „Gleisiger Heck“) fand man 1894 zwei Matronen-Inschriftensteine, die zum Bau der Steinplattengräber verwendet worden waren. Aus den Inschriften der Steine geht hervor, dass sie von Flavius Communis und Crispinius geweiht wurden.
Weitere Funde machte man hier bei der Flurbereinigung Ende der 1950er Jahre. Auch 1976 wurden bei archäologischen Untersuchungen des Gräberfeldes in der Flur „Gleisiger Heck“ wieder drei Weihesteine an die Matronae Fachinehae entdeckt. Diese Weihesteine stammen vermutlich aus dem Matronenheiligtum in der Flur „Vor Hirschberg“ und waren wieder zum Bau der Plattengräber mit verwendet worden. Die Stifter dieser Steine waren, wie den Inschriften zu entnehmen ist, Lucius Chuaciionius Primus und Lucius Celeris. Eine Kopie seines Steins steht heute wieder am gallo-römischen Umgangstempel.
Die Gemarkung Zingsheim reicht im Nordwesten bis an die heute als Feldweg erhaltene Römerstraße Trier–Köln, die hier vom Urfttal zur Landesstraße 206 führt. Diese römische Fernstraße wurde an diesem Streckenabschnitt wahrscheinlich von der Römerstraße Marmagen–Wesseling gekreuzt. Sie ist noch in der Tranchotkarte, die im Bereich der heutigen Gemarkung Zingsheim um etwa 1809 aufgenommen wurde, als „König Strasse“ eingetragen, die von Weyer nach Urft führte. Dieses Teilstück der Römerstraße ist heute nur noch bis zur Landesstraße 206 unter der Bezeichnung „Kreuzweg“ erhalten (50°31'26" N; 6°37'4" O), endet immer noch in Weyer und erschließt jetzt drei Aussiedlungshöfe.
Eine weitere bekannte Römerstraße in der Gemarkung Zingsheim ist eine heute als Feldweg erhaltene Straße, die von Zingsheim nach Harzheim führte. Ihre Trasse wird jedoch heute von der Autobahn zerschnitten.

#### Franken
Die Besiedlung der Eifel durch die Franken erfolgte spätestens nach ihrem Sieg über die Alemannen in der Schlacht bei Zülpich am Ende des 5. Jahrhunderts.
Bisher konnten noch keine frühmittelalterlichen Siedlungsreste im Kreis Euskirchen nachgewiesen werden. Einer der Gründe dafür ist, dass fränkische Gehöfte aus Holz errichtet wurden.
Schon C. A. Eick berichtet in seinem Buch über fränkische Gräber in der Gemarkung Zingsheim:

„Germanische Gräber sind in der Umgebung von Zingsheim in großer Zahl, namentlich aber an dem nördlich des Ortes gelegenen ‚Mannenberge‘ aufgefunden worden.“

Das bedeutendste der fränkischen Gräberfelder der Gemarkung ist das schon oben Erwähnte in der Flur „Gleisiger Heck“. Es wurde 1976 archäologisch untersucht.

#### Mittelalter und Neuzeit bis zur Französischen Revolution
Erstmals wird der Ort 893 als „cinesheym“ im Besitzverzeichnis der Abtei Prüm genannt. Dies war der Anlass zur 1100-Jahr-Feier des Ortes im Jahre 1993. Im Mittelalter und der Neuzeit bis zur Besetzung durch die Franzosen im Jahre 1794 waren auch in Zingsheim die Besitzverhältnisse von der Grundherrschaft bestimmt. Zingsheim gehörte seit dem 13. Jahrhundert zum Erzstift Köln. Aber nicht alle Güter bzw. Höfe und Flächen unterstanden dem Erzbischof. 1670 gab es in Zingsheim 39 Häuser, wie eine frühe Statistik überliefert.
In dem im Erzstift Köln zum Amte Hardt gehörenden Ort Zingsheim bestand von 1378 bis 1797 ein vom Erzbischof Friedrich III. von Saarwerden eingerichtetes Schöffengericht. Das für Zingsheim gültige Recht war im Schöffenweistum geregelt, von dem das Weistum von 1622 das bekannteste ist.
Am östlichen Rand der Gemarkung ist in der Tranchotkarte die Ruine des Rundenhofes eingetragen. Von der Wüstung der Siedlung „Rundenhof“ weiß man heute nicht mehr sicher, weshalb sie aufgegeben wurde. Sie liegt östlich des oberen Wespelbaches. Die Siedlung wird schon im Weistum von 1622 erwähnt.
Im Nordwesten der Gemarkung befand sich an der Kreuzung des Kreuzweges mit der Landstraße 206 von Zingsheim nach Keldenich eine Antoniuskapelle. Ihre Ruine ist noch in der Tranchotkarte mit der Bezeichnung „Tonus Hausken Cap. Ruinée“ eingetragen. Der Kreuzweg an der Kapelle kommt von Weyer und spielte auch eine Rolle in einigen Sagen aus den Orten Zingsheim und Engelgau.
Die Neuzeit brachte eine Reihe auch für die Nordeifel verheerender Kriege, so der 1583 beginnende Kölner Krieg, der Dreißigjährige Krieg, die Französischen Raubkriege, der Spanische und der Österreichische Erbfolgekrieg. So brandschatzten Holländer, die schon das Kloster Steinfeld verwüstet hatten, im Jahre 1592 auch Zingsheim. Es fanden 1647 im Dreißigjährigen Krieg und im Jahre 1700 südlich von Zingsheim Gefechte statt, wie auch schon in der Tranchotkarte verzeichnet. 1691 plünderten französische Truppen den Ort und unterdrückten die Bevölkerung, das Heerlager zerstörte die Feldfrüchte. Außerdem überliefert der Zingsheimer Pfarrer Matthias Pfleumer (1700–1712) aus der Zeit des Spanischen Erbfolgekriegs, dass auch durch Zingsheim französische, englische, niederländische und kaiserliche Truppen zogen. Die schlimmste Folge dieses Krieges für die Orte der Pfarre war eine Hungersnot, die im Jahre 1705 vor allem Engländer durch Plünderung und Zerstörung der Feldfrucht in Engelgau und Zingsheim hervorriefen und die auch Todesopfer unter der Bevölkerung forderte.
Pfarrer Pfleumer war in Zingsheim auch um die Jugenderziehung bemüht: So ging er im Mai 1706 gegen Ausschreitungen der Jugend bei der Maifeier vor; auch der für Zingsheim zuständige Amtmann von der Hardt (Erzstift Köln) verhängte hier Geldstrafen.
1762 gab der Amtmann des Erzbischofs von Kurköln einem Georg Rosenbaum die Erlaubnis zum Bau einer wassergetrieben Mahlmühle, die sich an einer Stelle befand, an der heute die Landstraße von Zingsheim nach Pesch vorbeiführt. In der Tranchotkarte ist sie unter dem Namen „Oggerpützer Mühl“ eingezeichnet. Die Mühle war bis 1938 in Betrieb, 1965 wurde sie abgerissen.

#### 19. Jahrhundert
Während der französischen Besetzung der Rheinlande nach 1794 gehörte Zingsheim zur Mairie Weyer und zum Kanton Gemünd. Zingsheim lag im Arrondissement d’Aix-la-Chapelle (dt. Aachen) des Rur-Departements.
Nach der Übernahme der Rheinprovinzen durch Preußen wurde Zingsheim 1816 in die Bürgermeisterei Weyer im Kreis Gemünd (nach 1829 Kreis Schleiden) im neugebildeten Regierungsbezirk Aachen eingegliedert. 1820 hatte Zingsheim 430 Einwohner.

#### 20. Jahrhundert
Auch aus der Zeit des Nationalsozialismus stammen einige Bodendenkmäler in der Gemarkung: So können auf dem Willenberg (50°30'48" N; 6°38'29" O) und dem Ottenberg heute noch Überreste von Bunkern und Flakstellungen (Westwall, Luftverteidigungszone West) besichtigt werden.
Auf dem Ottenberg (50°31'30" N; 6°39'58" O) befinden sich gut erhaltene Überreste einer Flakstellung mit fünf F-Ständen, fünf Geschützbettungen und einer Gerätestellung. Die einzelnen Überreste der Bauwerke der Flakstellung sind auch in der Deutschen Grundkarte im Maßstab 1: 5000 (DGK 5) eingezeichnet. Die Bunker auf dem Ottenberg wurden im Juli 1946 gesprengt.
Am 7. März 1945, zwei Monate vor dem Ende des Zweiten Weltkriegs in Europa, war Zingsheim von amerikanischen Truppen besetzt.
Am 1. Juli 1969 wurde Zingsheim nach Nettersheim eingemeindet.

### Pfarrkirche

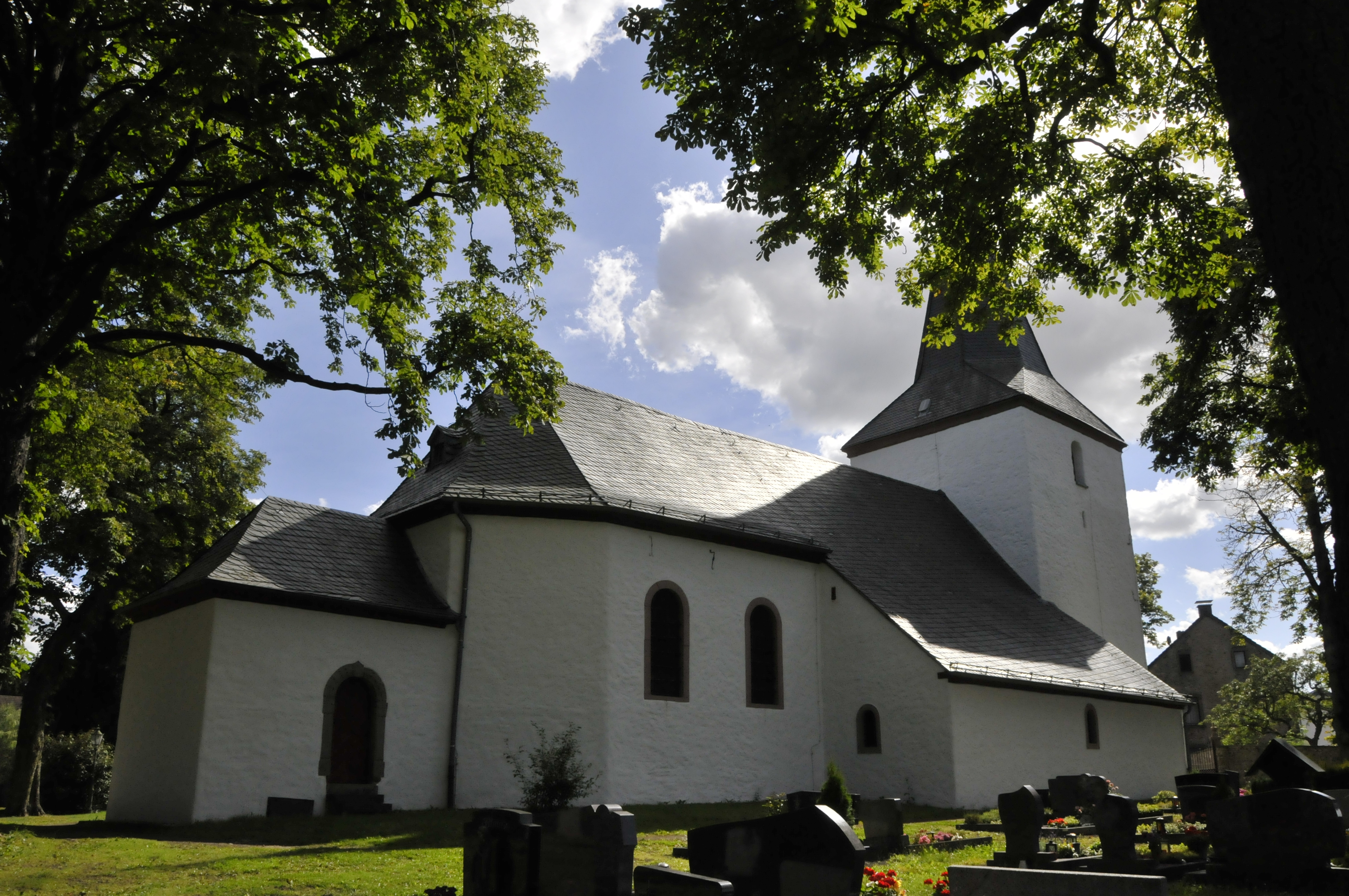
Pfarrkirche St. Peter, Blick von Nordost

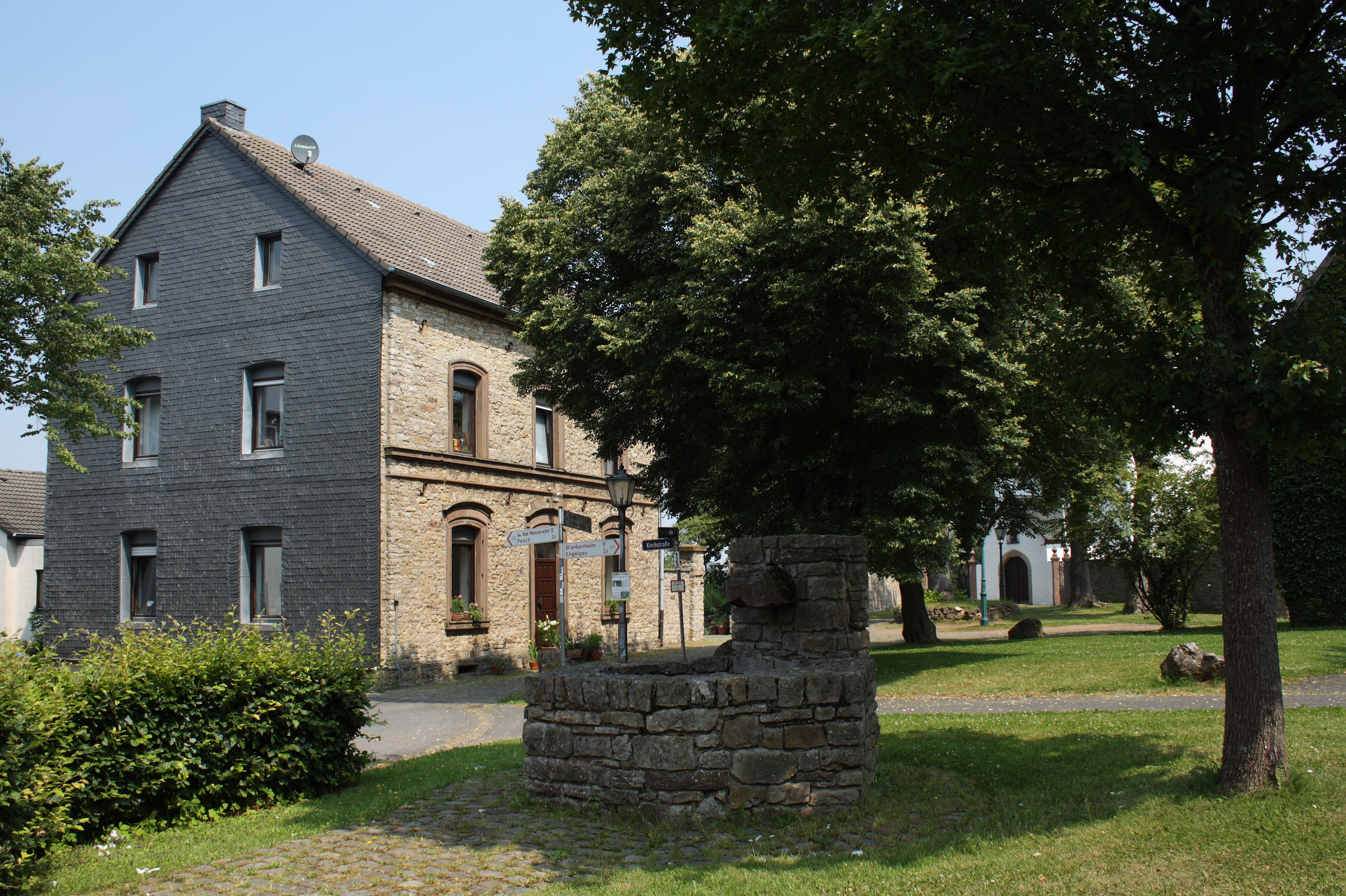
Pfarrkirche, Pfarrhaus und Dorfbrunnen

Zingsheim hat eine katholische Pfarrkirche, die dem heiligen Apostel Petrus geweiht ist.
Ursprünglich war die Kirche eine dreischiffige romanische Basilika und hatte einen kleineren Westturm und einen Hauptchor, der heute durch den an das Mittelschiff im Osten angrenzenden Chor aus dem Jahre 1717 ersetzt ist. Ein Nikolausaltar befand sich im nördlichen Seitenschiff, das deshalb „Kloskammer“ hieß. Dem heutigen Westturm aus dem Jahre 1602 ist eine kleine Vorhalle vorgesetzt, die nach Wackenroder 1730 errichtet wurde. Reinartz vermutet jedoch aufgrund der Aufzeichnungen des damaligen Zingsheimer Pfarrers Matthias Pfleumer über einen Umbau der Kirche im Jahre 1711, dass schon zu diesem Zeitpunkt die kleine Vorhalle entstand, das südliche Seitenschiff abgerissen und der Eingang zur Kirche an die Westseite des Turms gelegt wurde.
1965 wurde die Kirche im Süden nach Plänen von Georg Lünenborg durch einen 185 Sitzplätze umfassenden Erweiterungsbau vergrößert, der im Wesentlichen aus einem neuen nach Süden gerichteten Langhaus besteht. Seit 1959 verfügt die Pfarrkirche über drei neu gegossene Bronzeglocken.

## Wirtschaft und Infrastruktur

### Wirtschaft
Im Süden von Zingsheim befindet sich ein Gewerbegebiet mit einer Fläche von 45 ha, in dem Unternehmen mit immissionsarmer Produktion angesiedelt sind, und südwestlich das Gut Hirschberg.
Der Nordwesten der Gemarkung wird überwiegend als Acker- und Grünland genutzt. Hier befinden sich 11 Aussiedlungshöfe. Östlich der Autobahn erstreckt sich der Zingsheimer Wald. Auch südlich des Ortes gibt es viele Flächen, die mit Wald bedeckt sind.

### Verkehr

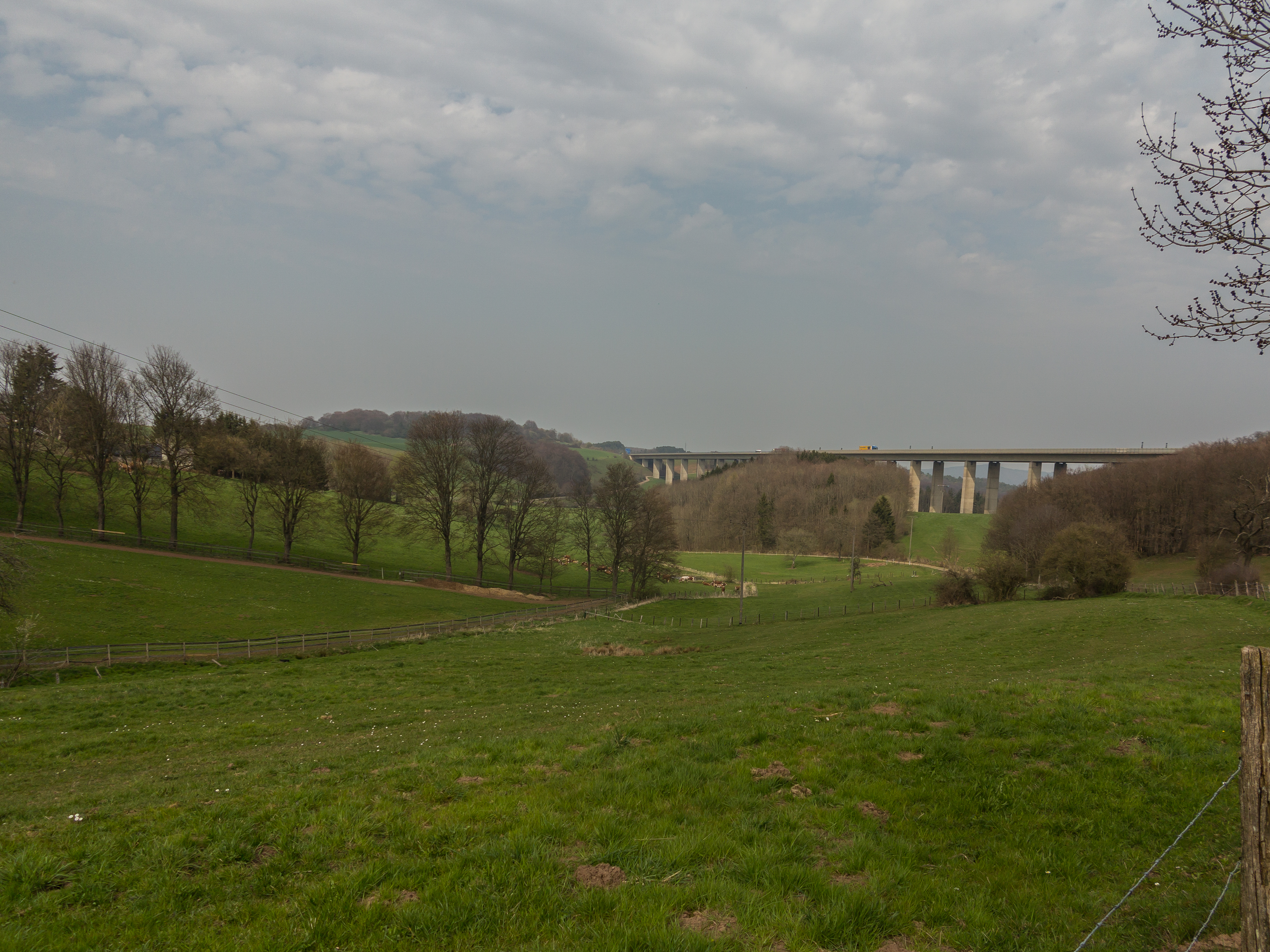
Talbrücke Zingsheimer Wald

Durch Zingsheim führt die Landesstraße 115, auf welche die Landesstraßen 205 und 206 im Rahmen eines nördlich von Zingsheim gelegenen Kreisverkehrs treffen: Die nach Südwesten verlaufende L 205 überwindet in der Gemarkung Nettersheim mit einer Talbrücke die Urft, dient dem Ort Nettersheim als Umgehungsstraße und endet schließlich in Marmagen, und die L 206 führt nordwestwärts nach Keldenich und nordostwärts nach Pesch. Über die Anschlussstelle 113 Nettersheim ist der Ort an die Bundesautobahn 1 angebunden, die hier über die 820 m lange Talbrücke Zingsheimer Wald verläuft.
Der Anschluss an die Eifelstrecke (Köln – Trier) ist durch den drei Kilometer entfernt liegenden Bahnhof Nettersheim gegeben.
Die VRS-Buslinien 820, 821, 830 und 891 der RVK verbinden den Ort mit Nettersheim, Bad Münstereifel, Kall und Mechernich, überwiegend als TaxiBusPlus im Bedarfsverkehr. Zusätzlich verkehren an Schultagen einzelne Fahrten der Linie 827.
| Linie | Betreiber | Verlauf |
| ----- | --------- | --- |
| 820   | RVK       | MiKE (außer im Schülerverkehr): Bouderath – Roderath – Frohngau – Holzmülheim – Buir – Tondorf – Engelgau – Zingsheim – Nettersheim Bf – Marmagen – Bahrhaus                       |
| 821   | RVK       | MiKE (außer im Schülerverkehr): Bad Münstereifel Bf – Bad Münstereifel Eifelbad – Nöthen – Gilsdorf – Pesch – Zingsheim – Nettersheim Bf                                           |
| 827   | Schäfer   | Zingsheim – Weyer – Dreimühlen – Eiserfey – Vollem – Urfey – Kallmuth – Lorbach – Bergheim – (Holzheim → Harzheim →) Vussem – Breitenbenden – Mechernich Stiftsweg – Mechernich Bf |
| 830   | RVK       | MiKE (außer im Schülerverkehr): (Zingsheim –) Weyer – Dreimühlen – Eiserfey – (Urfey – Vollem –) Vussem – Breitenbenden – Mechernich Stiftsweg – Mechernich Bf                     |
| 891   | RVK       | MiKE (außer im Schülerverkehr): Zingsheim – Keldenich – Kall Siemensring – Kall Bf – (Straßbüsch –) Golbach – Broich (– Schleiden)                                                 |

## Söhne und Töchter des Ortes
- Ludwig Blum (1814–1873), Pfarrer, Beamter und Politiker